# Bor (element)
Bor je kemijski element atomskog (rednog) broja 5 i atomske mase 10,811(7). U periodnom sustavu elemenata predstavlja ga simbol B.

## Povijest
Bor je ime dobio po arapskoj riječi buraq ili perzijskoj riječi burah, koje označavaju mineral boraks.
Spojevi bora poznati su tisućama godina, te su se primjenjivali u proizvodnji glazura, te u metalurgiji.
Godine 1808. u nečistom stanju izolirali su ga Sir Humphry Davy, Joseph Louis Gay-Lussac i Louis Jacques Thénard redukcijom ortoborne kiseline kalijem. Kao poseban element prepoznao ga je Jöns Jakob Berzelius 1824. godine.
Prvi čisti uzorak bora izolirao je američki kemičar W. Weintraub 1909. godine.

## Svojstva
Elementarni bor može postojati u kristaliziranom i amorfnom obliku.

### Kristalizirani bor
Izuzetno je tvrd oblik bora. Tvrdoća mu je veća od tvrdoće karborunda. Kemijski je izuzetno inertna tvar, tako da ga od kiselina, mogu otopiti samo vruće i koncentrirane dušična i sumporna kiselina. Polagano ga otapa i rastaljeni natrijev hidroksid, ali tek iznad 500 °C.
Slab je vodič električne struje. Električna vodljivost povećava mu se s porastom temperature.

### Amorfni bor
Relativno je reaktivan oblik. Zagrijan u atmosferi zraka, zapali se na 700 °C, te gori dajući borov(III) oksid:
4 B(s) + 3 O2(g) → 2 B2O3(s)
Amorfni bor u prahu vrlo je jak reducens.
Otapaju ga koncentrirana sumporna te koncentrirana dušična kiselina:
B(s) + 3 HNO3 → H3BO3 + 3 NO2(g)
Ako se na zraku tali s alkalijskim hidroksidom, nastaju odgovarajući alkalijski borati.

## Rasprostranjenost
Bor spada u rijetke elemente koji su široko rasprostranjeni po Zemljinoj površini. U Zemljinoj kori nazočan je u masenom udjelu od oko 0,0003%. Veće količine nalaze se uglavnom u Sjevernoj i Južnoj Americi, te u Indiji.
Bor nikada ne dolazi u elementarnom obliku, već je vezan u spojeve, uglavnom u obliku poliborata, primjerice kao boraks, kernit i kolemanit.

## Dobivanje
Elementarni bor vrlo se teško dobiva. Polazna tvar jest boraks, od koje se dobije ortoborna kiselina, a zatim borov(III) oksid.
Oksid se zatim reducira magnezijem ili natrijem na povišenoj temperaturi:
B2O3(s) + 3 Mg(s) → 2 B(s) + 3 MgO(s)
Dobiveni bor je crn i vjerojatno amorfan prah.
Dobivanje kristalnog bora zahtijeva preradu boraksa do bromida, koji se zatim skupa s vodikom pušta preko tantalove žice usijane na temperaturu od 1100-1300 °C:
2 BBr3(g) + 3 H2(g) → 2 B(s) + 6 HBr(g)

## Spojevi
Bor čini spojeve stupnja oksidacije +1, +2 i +3, te spojeve različitih negativnih stupnjeva.
- +1: borov(I) klorid
- +2: borov(II) klorid
- +3: borani (boran, diboran, tetraboran, pentaboran, itd.), borov(III) fluorid, borov(III) klorid, borov(III) bromid, borov(III) jodid, borov(III) oksid, ortoborna kiselina, metaborna kiselina, ortoborati, metaborati, kompleksni borati (boraks, poliborati), perborati
- negativni stupnjevi: boridi (kalcijev borid, aluminijev borid, niklov borid, berilijev borid)

## Izotopi
Bor ima dva stabilna izotopa:
- 10B (19.9%)
- 11B (80.1%)

## Uporaba

### Staklo i keramika
Bor se upotrebljava za proizvodnju borosilikatnog stakla (Duran, Pyrex), snažnih i lakih materijala za kompozite u aeronautici, te sportske opreme kao što su štapovi za pecanje i palice za golf.

### Industrija poluvodiča
Borom se dopiraju silicij, germanij i silicijev karbid. Za to se upotrebljavaju oksid, bromid ili fluorid bora, te diboran.

### Novi materijali
Za uporabu u štitovima za tenkove i pancirna odijela, upotrebljava se borov karbid, koji se dobiva redukcijom oksida uz pomoć ugljika na visokoj temperaturi u električnim pećima:
2 B2O3(s) + 7 C(s) → B4C(s) + 6 CO(g)
Magnezijev diborid primjenjuje se kao visokotemperaturni supravodič (39 K) u supravodljivim magnetima.
Elementarni bor upotrebljava se za proizvodnju neodimijskih magneta (Nd2Fe14B) koji su najjači trajni magneti.
Bor se upotrebljava i u proizvodnji supertvrdih materijala, kao što su heterodijamant, borov nitrid, renijev diborid, titanov diborid, cirkonijev diborid i drugi.

### Moderiranje nuklearnog reaktora
U nekim tipovima nuklearnih reaktora upotrebljava se otopina ortoborne kiseline čijom se promjenom koncentracije sporo mijenja brzina nuklearnih reakcija.

### Kemijska industrija
Boraks se u velikim količinama rabi u proizvodnji fiberglasa, detergenata s perboratima, te se dodaje tamo gdje je potrebno spriječiti koroziju. Ortoborna kiselina primjenjuje se kao antiseptik, a ima i antifungalna i antiviralna svojstva. Odavno se primjenjuje kao insekticid.
Trietilboran se upotrebljava za paljenje nekih turbomlaznih motora, kao inicijator reakcija s radikalima, te za proizvodnju tvrdih i tankih filmova s ugljikom, borom, silicijem i dušikom.
Neki spojevi bora eksperimentalni su lijekovi za tretiranje artritisa.
U kemijskoj analitici upotrebljava se za određivanje metala uz pomoć tzv. boraksove biserke, a amorfni bor upotrebljava se u pirotehničkim smjesama zato što daje zeleni plamen.

## Biološka uloga
Velike koncentracije bora otrovne su za čovjeka i većinu životinja.
Bor je esencijalni element za biljke. Kod štakora, potreban je kao element u ultraniskim koncentracijama, a u istim količinama vjerojatno je potreban i drugim sisavcima. Fiziološka uloga mu je gotovo nepoznata.